# Ньюкеровская группа учёных
Ньюкеровская группа учёных (англ. The Nuker Team) — современная группа астрономов и астрофизиков, которая изучает фундаментальные явления Вселенной, в частности сверхмассивные чёрные дыры. Создана в 1985 году Тодом Лауэром, бывшим тогда постдоком. На первой встрече группы в Принстонском университете в июне 1985 года лидером группы была избрана Сандра Фабер. Главным инструментом учёных является Телескоп Хаббл.

## Участники группы
Члены-учредители: Сандра Фабер, Дуглас Ричстоун (Douglas Richstone), Алан Дресслер (Alan Dressler), Тод Лауэр (Tod R. Lauer), Джон Корменди (John Kormendy), и Скотт Тремайни (Scott Tremaine).
Позже подключились к работе группы: Ральф Бендер (Ralf Bender), Алексей Филиппенко, Карл Гебарт (Karl Gebhardt), Кайхан Гултекин (Kayhan Gultekin), Ричард Грин (Richard Green), Луис Хо (Luis C. Ho), Джон Магоррян (John Magorrian), Джейсон Пинкни (Jason Pinkney), и Кристос Сайопис (Christos Siopis).